# مينور ألفاريز
مينور ألفاريز (بالإسبانية: Minor Álvarez)‏ هو مدرب كرة قدم ولاعب كرة قدم كوستاريكي في مركز حراسة المرمى، ولد في 14 نوفمبر 1989 في كوستاريكا. شارك مع منتخب كوستاريكا لكرة القدم. أما مع النوادي، فقد لعب مع ديبورتيفو بيتابا وديبورتيفو سابريسا ونادي أورورا.

## وصلات خارجية
- مينور ألفاريز على موقع قاعدة بيانات كرة القدم.إي يو (الإنجليزية)
- مينور ألفاريز على موقع Soccerway.com (الإنجليزية)
- مينور ألفاريز على موقع عالم كرة القدم.نت (الإنجليزية)